# Sanction scolaire

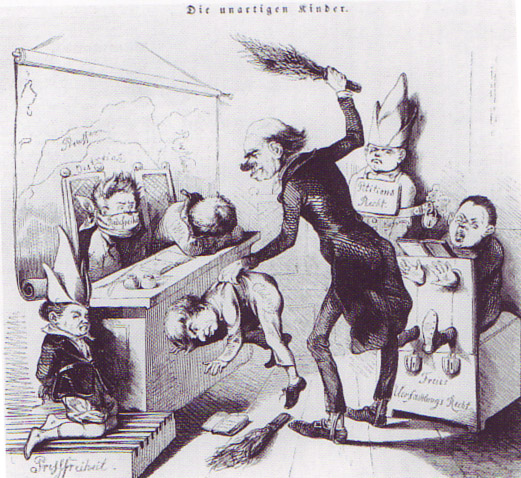
« Méchants garnements » : caricature allemande de 1849 montrant un maître d'école faisant subir à ses élèves diverses formes de punitions : bonnets d'âne, mise au coin et châtiments corporels.

La punition ou la sanction scolaire, également appelée sanction disciplinaire, est, au sens courant, une mesure disciplinaire appliqué à un élève pour un acte répréhensible, mais qui ne constitue pas un délit. Les sanctions plus graves peuvent prendre la forme de sanctions administratives : elles sont alors prononcées par le chef d'établissement ou/et le conseil de discipline , au lieu d'être simplement prononcées par le professeur, et peuvent mener à l'exclusion administrative.
Certains pédagogues préfèrent cependant revenir au sens propre du mot « sanction », et considèrent alors qu'il peut y avoir sanction positive tout autant que négative. Ils définissent alors la sanction comme « une conséquence prévisible des actes de l'élève, appliquée par l'enseignant », pouvant prendre aussi bien la forme d'une récompense que d'une punition.
Le rôle des sanctions (négatives) est un thème discuté en pédagogie ainsi que par les parents d'élèves et la société en général. Certaines formes de sanctions, notamment les châtiments corporels (allant de la fessée à la règle sur les doigts ou à d'autres vexations plus dangereuses), sont sujettes à d'intenses controverses, et sont parfois illégales. Les critiques pédagogiques contre les sanctions peuvent s'étendre à la critique des « heures de colle » ou du redoublement (certains affirment cependant que celui-ci ne constitue pas une sanction, puisqu'il ne concerne pas nécessairement un écart disciplinaire). À l'inverse, ceux qui prônent une plus grande sévérité, qu'ils considèrent comme faisant partie de l'essence même de l'éducation, peuvent soutenir, par exemple, certaines formes de châtiment corporel comme la fessée.

## Différence entre punition et sanction disciplinaire

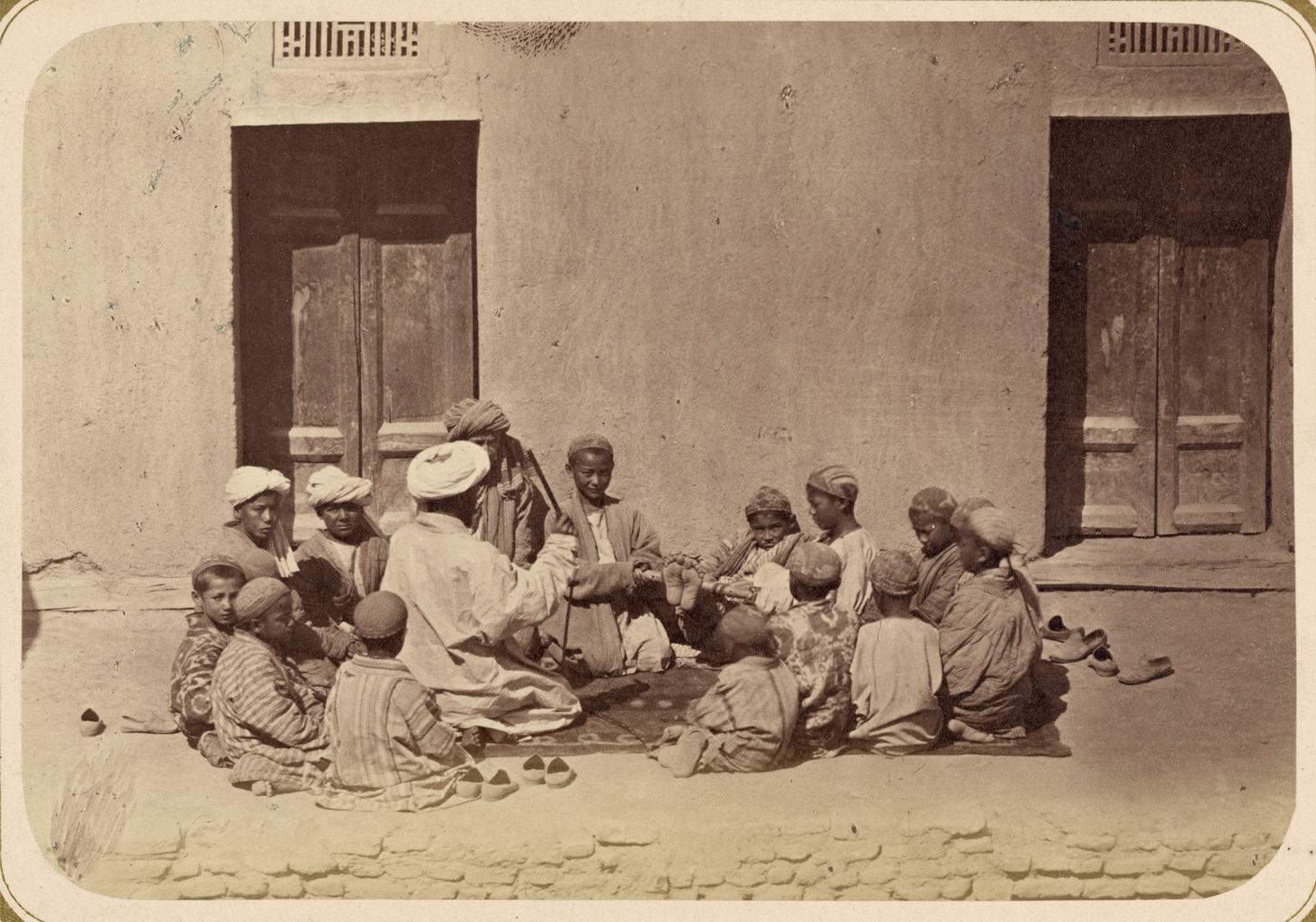
Coups de canne sur la plante des pieds (dits falaka) dans une école musulmane, Turkestan, 1872

Punition et sanction disciplinaire se distinguent par leur formalité.
La punition scolaire est une réponse immédiate exercée sur l’élève dans le but de réduire, voire de supprimer, le comportement jugé comme néfaste par le personnel de l’établissement. Les punitions scolaires sont données par le personnel éducatif, elles ont un caractère informel et ne sont pas consignées dans le dossier scolaire. Elles suivent une démarche éducative partagée par l'ensemble de la communauté éducative et prescrit dans le règlement intérieur de l'établissement.
Les sanctions disciplinaires, en revanche, ne peuvent être prononcées que par le chef d'établissement ou le conseil de discipline qui est convoqué par lui. Ces mesures, en particulier l'exclusion, ont un caractère répressif et administratif. Elles sont comparables aux sanctions disciplinaires applicables aux salariés d'une entreprise (avertissement, mise à pied ou licenciement) : en effet, il s'agit plutôt d'écarter les élèves les plus turbulents ou n'exécutant aucun travail ni effort, a fortiori en cas d'exclusion définitive.

## Punition scolaire

### Mesures vexatoires
Il s'agit de mesures ayant pour but de faire honte à l'élève (face à ses camarades de classe ou à ses parents), ou de le faire réfléchir quant à son comportement fautif, afin de le dissuader de recommencer. La punition de ce type la plus répandue est la « mise au coin ». Cette punition utilisée surtout à l'école primaire.
Les punitions du type port d'un bonnet d'âne ou « mise au piquet » avec un devoir accroché dans le dos sont désormais interdites car assimilées à de la maltraitance.

### Devoirs supplémentaires
Punition consistant à donner un travail supplémentaire, généralement écrit à un élève en plus de son travail qu'il doit normalement réaliser. Cela peut prendre la forme d'exercices supplémentaires à faire dans la discipline concernée, de conjugaisons, d'une rédaction, d'un exposé ou d'une dissertation sur un thème précis (par exemple, bavardages, bruit…). Les devoirs supplémentaires doivent être réalisés, soit à l'école, soit à la maison. La signature des parents peut éventuellement être requise. Le travail supplémentaire sera corrigé par le professeur qui l'a prescrit (avec éventuellement une notation).
À noter qu'en France, les lignes de punitions sont proscrites. Toutefois, certains professeurs et même certains parents d'élèves prônent encore largement les lignes de punition, aux exercices supplémentaires par exemple. Ils considèrent en effet qu'une punition doit simplement être désagréable et que les devoirs écrits doivent uniquement être donnés à l'élève dans le but de lui faire apprendre et appliquer les notions du cours et que par conséquent, ils ne doivent jamais être réduits au rang de punition.

### Retenue (ou colle)
Pratique scolaire utilisée pour réprimer un élève en l'obligeant à revenir ou à rester au sein de son établissement scolaire en dehors des heures de classe (par exemple, pendant les permanences ou encore le mercredi ou le samedi). Pendant la retenue, ou colle l'élève doit très souvent exécuter un devoir supplémentaire écrit donné par le professeur qui le corrigera (avec éventuellement une notation).
Le professeur peut également retenir un élève pour lui faire réaliser un devoir ou un exercice non fait. L'élève peut être également être retenu afin de réaliser une corvée (nettoyer ce qui a été sali par exemple). La durée d'une colle est généralement comprise entre une et quatre heures.
En France, la colle est le plus souvent utilisée dans les établissements d'enseignement secondaire (collège et lycée), quasiment jamais dans les autres types d'établissement. Elle est même interdite à l'école primaire où le maître qui retient un enfant en dehors des heures de classe engage sa responsabilité.
La colle est parfois appelé consigne.
N.B. : ne pas confondre avec le terme khôlle (aussi noté colle ou encore khôle), qui désigne une interrogation orale en classes préparatoires en France, et qui ne constitue pas une punition.
La retenue a été le sujet du film The Breakfast Club, réalisé par John Hughes, en 1985 ainsi que le film La Colle réalisé par Alexandre Castagnetti, en 2017.

### Châtiment corporel

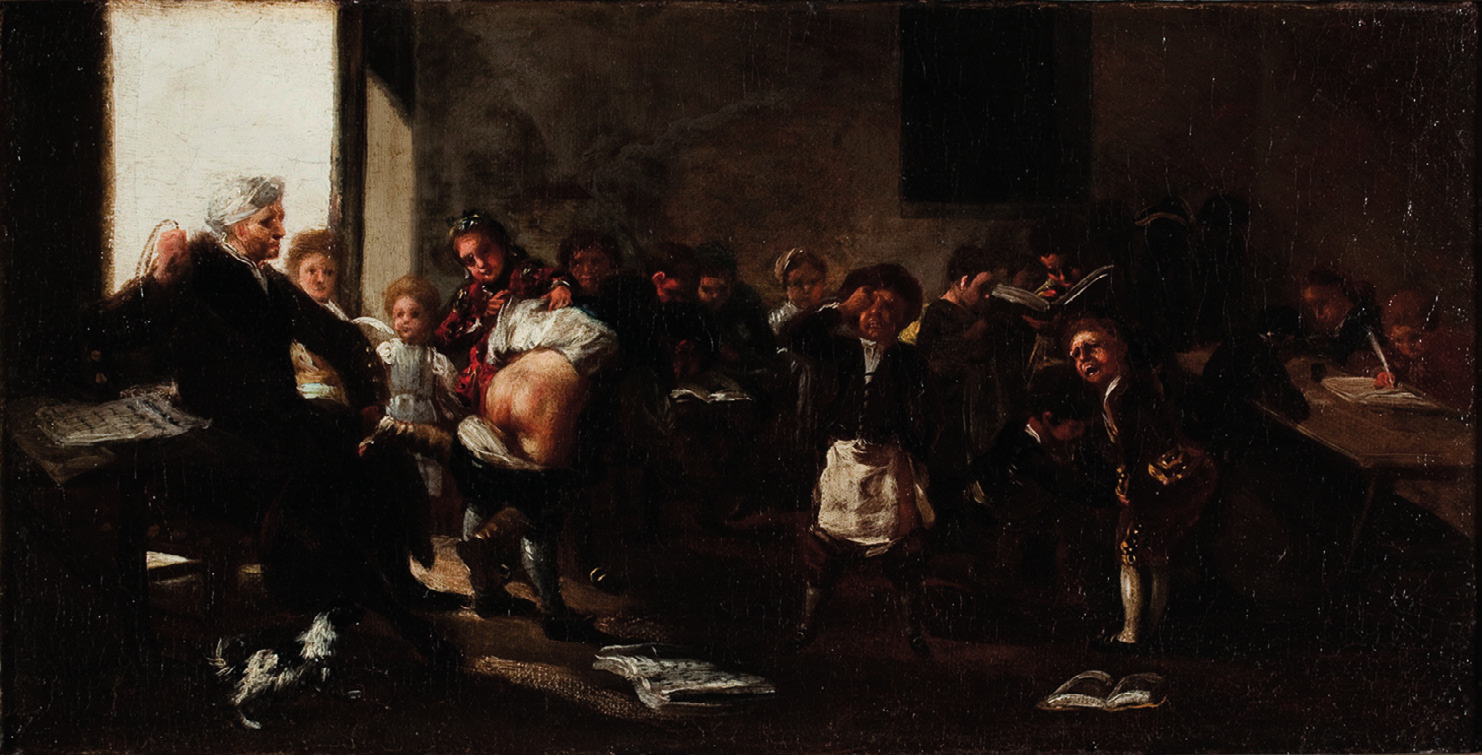
La letra con sangre entra, Goya, 1780-85

L'usage des châtiments corporels a longtemps fait partie des punitions scolaires. Dans certains pays, il est admis dans les limites du raisonnable, et même autorisé dans les écoles publiques. Dans d'autres, on considère qu'il s'agit d'une forme de maltraitance.
La Convention internationale des droits de l'enfant de 1990 précise que la discipline scolaire doit respecter la dignité de l'enfant.
Toute forme de châtiment corporel est interdite dans 18 pays européens (en 2008) et 23 à travers le monde.
Les châtiments corporels et leur nocivité sont de plus en plus dénoncés même par des instances officielles dans de nombreux pays et par le conseil de l'Europe, ainsi que leur inefficacité à long terme. Olivier Maurel a écrit un livre relativement connu en France sur ce sujet : La fessée, questions sur la violence éducative (2004) qui reprend des données issues d'études scientifiques.

#### France
Tout type de châtiments corporels est rigoureusement interdit en France,,.

#### États-Unis
Aux États-Unis d'Amérique, le « paddle » (« rame » en anglais) est un mot employé pour désigner un instrument traditionnellement utilisé pour donner la fessée et encore utilisé de nos jours dans ce but dans les écoles de certains États. Il s'agit d'une planche de bois munie d'une poignée, et éventuellement trouée. 31 États interdisent les châtiments corporels dans les écoles publiques (dans le New Jersey, qui les a interdit dès 1867, et en Iowa, ils sont également interdits dans les écoles privées).
Après le New Jersey (1867), le Massachusetts, en 1971, fut le deuxième État à interdire ces châtiments. La même décennie voit naître la problématique de la maltraitance sur mineur (child abuse), mise à l'ordre du jour à la suite d'un congrès de l'American Medical Association de 1961 ; cette problématique est distincte de la cruauté envers les enfants, laquelle fit l'objet de mobilisations bien antérieures, avec par exemple la création de la New York Society for the Prevention of Cruelty to Children en 1874. Six ans après la loi du Massachusetts, la Cour suprême jugeait, dans Ingraham v. Wright (1977), que la législation de la Floride autorisant les châtiments corporels à l'école ne violait pas l'amendement concernant les traitements inhumains et dégradants, au motif essentiel que cet amendement concernait le droit pénal et visait à protéger les suspects et détenus, et non les élèves qui bénéficiaient d'autres types de protection et étaient, après tout, toujours « libres » de quitter l'école.
Malgré diverses tentatives d'interdire, au niveau fédéral, toute forme de châtiment corporel à l'école, ceux-ci demeurent autorisés selon la législation des États. Cependant, depuis les vingt dernières années, ils se font de plus en plus rares, et sont en général restreints dans des écoles privées (souvent, mais pas exclusivement, fondamentalistes ou évangéliques), dans des États du Sud. De plus en plus, les écoles qui continuent à autoriser la fessée par paddle donne le choix à l'enfant : s'il refuse, il est soumis à une autre punition.

### Sanctions et punitions réprouvées en France
Certaines des punitions suivantes sont strictement interdites, d'autres ne font l'objet d'aucune interdiction officielle mais sont fortement déconseillées :
- Châtiments corporels.
- Exclusion d'un élève d'un cours sans surveillance.
- La privation d'une récréation complète à l'école primaire (la privation partielle d'une récréation à l'école primaire reste autorisée à condition qu'elle ne dépasse pas la moitié de la durée de celle-ci)
- La retenue à l'école primaire.
- Le port du bonnet d'âne. Il est aujourd'hui assimilé à de la maltraitance dans de nombreux pays au même titre que les châtiments corporels.
- Les lignes de punition (le BO spécial du 13 juillet 2000 le proscrit dans son article 2.2 du chapitre « Organisation des procédures disciplinaires dans les Collèges, Lycées et Établissements régionaux d'enseignement adaptés », sans toutefois l'interdire formellement).
- La note « zéro » entrant dans la moyenne pour motif exclusivement disciplinaire. Toutefois, l'attribution de la note zéro pour un devoir nul, un devoir non rendu à temps ou pour fraude (antisèche par exemple) reste parfaitement licite.
- La diminution de la note d'un devoir pour des motifs exclusivement disciplinaires (sauf en cas de fraude ou si le devoir n'a pas été rendu à temps).
- La diminution de la moyenne trimestrielle.
- Les amendes et sanctions pécuniaires (toutefois, facturer certaines prestations, par exemple : 5 € la refabrication d'une carte scolaire détériorée, perdue ou volée est toléré et même prévu par le règlement intérieur de certains établissements privés).
- Le principe de l'individualisation des sanctions s'oppose à ce qu'une sanction puisse s'appliquer indistinctement à un groupe d'élèves[13].
- La confiscation définitive ou pour une durée anormalement longue (par exemple jusqu'à la fin de l'année scolaire) d'objets personnels appartenant aux élèves (téléphones portables, baladeurs, consoles de jeux portables…)[14]. Toutefois, en cas de trouble causé par un appareil pendant un cours, le professeur peut exiger que l'élève lui remette l'objet en question. Dans ce cas, il devra lui restituer dans un délai « raisonnable » (fin du cours ou fin de journée).

## Sanctions disciplinaires en France
Les sanctions disciplinaires sont en général appliquées par le chef d'établissement ou le conseil de discipline. Dans les établissements publics du secondaire « Les sanctions que le chef d'établissement peut prononcer seul à l'égard des élèves sont : l'avertissement, le blâme ou l'exclusion temporaire, de huit jours au plus, de l'établissement ou de l'un de ses services annexes. Le chef d'établissement et l'équipe éducative recherchent, dans la mesure du possible avant la mise en œuvre d'une procédure disciplinaire, toute mesure utile de nature éducative ». Les sanctions peuvent être contestées devant le juge administratif. Ce dernier contrôle la matérialité des faits, le respect de la procédure et la proportionnalité de la sanction. Il n'existe pas d'équivalent pour le primaire et la maternelle.
Dans les établissements privés, les sanctions disciplinaires doivent respecter les règles fixées dans le contrat, souvent dans le règlement intérieur. Il s'agit de mesures contestables devant le juge judiciaire.
- Pour le droit des sanctions disciplinaires voir Droit disciplinaire en France : Domaine de l’enseignement.
- Les redoublements, les réorientations « forcées » ou les refus de réinscription par l'établissement pour la rentrée scolaire suivante ne sont pas considérés comme des sanctions.

### Avertissement
Ce type de sanction est similaire à l'avertissement disciplinaire applicable aux salariés d'une entreprise.
Il peut être prononcé pour manquements importants au travail, à la discipline ou encore pour absentéisme. L'avertissement est notifié par courrier aux parents et est inscrit au dossier scolaire de l'élève jusqu'à la fin de l'année scolaire. Comme tout avertissement, il peut être utilisé comme circonstance aggravante pour de futures sanctions si des faits similaires venaient à se reproduire.

### Exclusion temporaire
Interdiction pour l'élève de fréquenter son établissement scolaire pendant une durée déterminée. Elle peut être prononcée par le chef d'établissement ou par le conseil de discipline uniquement. L'exclusion temporaire ne peut excéder huit jours. Il s'agit de la sanction la plus grave que l'on puisse infliger à un élève juste derrière l'exclusion définitive. La mesure est effacée du dossier scolaire de l'élève au bout d'un an.
Ce type de sanction est comparable à une mise à pied disciplinaire d'un salarié d'une entreprise. Les mesures d'exclusion temporaire peuvent être assorties d'un sursis total ou partiel.

### Exclusion définitive
Il s'agit de la sanction la plus grave que l'on puisse infliger à un élève. Elle est comparable à un licenciement disciplinaire d'un salarié d'une entreprise. Cette sanction ne sera pas effacée du dossier scolaire au bout d'un an (contrairement aux autres sanctions).
Elle peut soit prendre effet à la fin de l'année scolaire en cours, soit être immédiate. Cependant, même en cas d'exclusion immédiate, l'élève doit pouvoir terminer son année scolaire en cours ou bien s'il est dans une classe qui le prépare à un examen (CAP, baccalauréat…). Dans ce cas, l'élève doit être accueilli dans un autre établissement (public ou privé) .
Dans le cas d'une exclusion définitive d'un établissement public prise par conseil de discipline, cette dernière peut être contestée dans un délai de 8 jours devant une commission d'appel instituée au niveau du rectorat.

### Exclusion provisoire
Lorsque des faits d'une extrême gravité peuvent être reprochés à un élève (violence volontaire, racket, vol, introduction d'armes, de stupéfiants…), le chef d'établissement peut, pour la sécurité de son établissement et de ses élèves, exclure immédiatement et provisoirement l'élève fautif, dans l'attente du conseil de discipline qui peut dans ce cas être délocalisé dans un autre établissement ou dans les locaux de la Direction des services départementaux de l'éducation nationale. Elle ne doit pas être confondue avec l'exclusion temporaire car il s'agit d'une mesure provisoire qui est prononcée dans l'attente d'une sanction.

### Sanctions infligées par le conseil de classe
Le conseil de classe n'a pas pour vocation d'attribuer des sanctions négatives (avertissements, blâme voire exclusion).
L’article R421-51 du code de l'éducation rappelle que le conseil de Classe examine les questions pédagogiques et se prononce uniquement sur les conditions dans lesquelles se poursuit la scolarité de l’élève, c’est donc une instance pédagogique et non une instance disciplinaire. Il n’est donc pas compétent pour prononcer une sanction qui relève de la seule compétence du chef d’établissement ou du Conseil de discipline.
Malgré le texte ci-dessus, il peut parfois arriver que le conseil de classe propose qu'un avertissement (voire une exclusion temporaire) soit notifié à un élève. Comme il s'agit d'une sanction, c'est le chef d'établissement qui décide s'il donne suite à cette demande. Si c'est le cas, il peut le signifier à la famille par un écrit accompagnant le bulletin mais ne doit en aucun cas le mentionner sur ledit bulletin.
Si les parents constatent qu'un avertissement (quelle qu'en soit la nature) a été noté sur le bulletin de leur enfant, ils doivent alors contacter l’administration du collège ou lycée pour demander une modification ainsi que la réédition du bulletin.

## Sanction réparatrice
La punition ne pouvant être utile que si elle est comprise, certains éducateurs remplacent les punitions par des réparations : il s'agit par exemple de nettoyer ce qui a été sali, de formuler des excuses en cas d'insulte, etc.

### Pédagogie institutionnelle
La pédagogie institutionnelle utilise ce principe de réparations, en leur donnant un cadre institutionnel. Le conseil de classe coopératif est la réunion des élèves où se discute tout ce qui a trait à la vie de la classe, il traite en particulier du règlement des conflits, de l'élaboration des règles de vie dans la classe et de leur transgression.